# Le Indie nere
Le Indie nere è un romanzo scritto da Jules Verne nel 1877, le cui vicende si svolgono in Scozia, nella miniera di carbone di Aberfoyle, nella contea di Stirling.

## Trama
I Ford, una famiglia di minatori, decidono, per ragioni affettive e professionali, di continuare a vivere nel ventre delle miniere di Aberfoyle, anche dopo l'esaurimento dell'ultimo filone di carbon fossile. Essi, e in particolare il capofamiglia Simon, non hanno mai smesso di sperare che altri filoni verranno alla luce per far così riaprire la miniera.
Henry, il figlio di Simon, aiuta il padre nella disperata ricerca di questi filoni. Il proprietario della miniera è l'ingegnere James Starr di Edimburgo, che ha deciso di lasciare la cittadina di Aberfoyle il giorno stesso dell'estrazione dell'ultimo carrello di carbone. Dopo molti anni l'ingegnere Starr riceve una lettera dal signor Simon che lo invita ad Aberfoyle per raccontagli dei fatti clamorosi. Ad attenderlo alla stazione del piccolo paese della contea di Stirling vi è Henry, che su ordine del padre accompagna il signor Starr sino alla miniera.
Convinto che sia stato trovato solamente un nuovo filone, Starr si lascia comunque accompagnare dai Ford nelle viscere più profonde della miniera. Ma al contrario di ciò che si aspettava, caduta una parete si apre ai loro occhi un nuovo mondo sotterraneo, un enorme complesso di caverne abitabili in grado di donare nuova prosperità alla cittadina di Aberfoyle. Gli abitanti del paese si trasferiscono quindi nel sottosuolo dove fondano una nuova città: Coal City.
Ma la storia è intrisa di incidenti ed imprevisti macchinati dal malvagio Silfax, un vecchio minatore che viveva, ad insaputa della famiglia Ford, anche lui nel fondo della miniera. Silfax, aiutato dal suo animale Harfang, un grosso gufo delle nevi, tenta con tutti i mezzi di impedire prima la scoperta e poi lo sfruttamento della Nuova Aberfoyle. Il personaggio di Silfax dona al romanzo una sensazione di mistero, alimentato dalla superstizione e dalle credenze degli abitanti della Nuova Aberfoyle, in particolare del migliore amico di Henry, il suonatore di cornamusa Jack Ryan.
Silfax non vive solo nell'oscurità di questa miniera, ma con la piccola Nell, una nipote che nacque poco tempo prima dell'esaurimento dell'ultimo filone e di cui non seppe più nulla. Nell viene ritrovata casualmente in una galleria da Henry Ford, e la sua famiglia adotta la giovane, la quale, educata e nutrita, divenne la promessa sposa di Henry. Scoperta l'origine di Nell, James Starr e gli altri membri della famiglia Ford la difendono dall'ira di Silfax, che vuole a tutti i costi che la ragazza torni con lui.
Gli imprevisti si intensificarono quando Silfax viene a conoscenza dell'imminente matrimonio della nipote con il figlio dell'odiato Simon Ford. Rimandato il matrimonio di qualche mese, Henry vuole che - prima di diventare sua moglie - Nell veda con i propri occhi il mondo all'esterno della miniera, per rendersi conto di ciò che non aveva mai conosciuto e tanto meno visto. James Starr, Jack Ryan e Henry accompagnano Nell in questo viaggio in superficie, e al ritorno i fidanzati conseguono il loro felice matrimonio e vivono per sempre nella Nuova Aberfoyle, ma non prima di un confronto finale con l'onnipresente Silfax.

## Commento
Le Indie nere è uno dei romanzi meno conosciuti dall'autore. Le Indie nere ripercorre in un certo senso il filone avventuroso iniziato con Viaggio al centro della Terra del 1864: è un romanzo straordinario, dove la descrizione del rapporto uomo e terra giunge ad un livello così preciso e particolareggiato, che quei luoghi bui della miniera di Aberfoyle vengono illuminati da una luce narrativa capace di rischiarare con una minuziosa descrizione anche luoghi tanto oscuri e inospitali come possono essere quelli di una miniera.
Il rapporto tra i minatori e il proprietario della miniera, il signor James Starr, è rappresentato in modo paternalistico. Sono assenti (o minimizzati) i problemi di salute dovuti alla permanenza di intere famiglie nelle miniere per tempi prolungati (per esempio Nell dovrebbe avere serissimi problemi di rachitismo, già noti all'epoca). Questo può essere tuttavia considerato parte del clima fiabesco della storia e della sospensione dell'incredulità.
La coppia Silfax-Nell appare come una versione rivista della coppia Prospero-Miranda de La tempesta di William Shakespeare. La coppia Tenebrax-Principessa, nel fumetto Tenebrax di Lob e Pichard, appare come un'altra versione della coppia shakespeariana. La somiglianza con Le Indie Nere risalta sia per l'ambientazione sotterranea, sia per i nomi, sia per l'apparizione di animali giganteschi come seguaci dell'antagonista (una civetta per Silfax, topi giganti per Tenebrax).

## Altre opere
Un altro libro dove Verne rappresenta il lavoro delle miniere e i relativi problemi di salute, in modo più verosimile benché ancora con note manierate, è il romanzo I cinquecento milioni della Bégum, nella parte relativa ai lavoratori di Stahlstadt.

## Edizioni
- Le Indie nere, Biblioteca di Educazione e di Ricreazione, Milano, Tipografia Editrice Lombarda, 1877.
- Le Indie nere, Milano, Bietti, 1936.
- Le Indie nere, Malipiero, 1955.
- Le Indie nere, traduzione di Emilia Martello, Collana Corticelli-Hetzel, Milano, Mursia, 1968.
- Le Indie nere, cura e trad. di Giansiro Ferrata e Mario Spagnol, Collana Oscar n.317, Milano, Mondadori, 1971.